# Greater Rochester International Airport
Greater Rochester International Airport (IATA: ROC, ICAO: KROC) is een vliegveld 6 km ten zuidwesten van het centrum van de stad Rochester in de Amerikaanse staat New York. In 2017 verwerkte de luchthaven 2.357.000 passagiers. De luchthaven ligt in Monroe County, de county is eveneens eigenaar en uitbater van de luchthaven. De grootste luchtvaartmaatschappij die de luchthaven bedient, is Delta Air Lines. Delta neemt met 30% van de passagiers eveneens het grootste deel van de trafiek voor zijn rekening.
De terminal heeft twee vleugels: Concourse A (ook Frederick Douglass Concourse genoemd) met gates A1-A11 en Concourse B (ook bekend als Susan B. Anthony Concourse) met gates B1, B2, B2A, B3-B10.
Een parkeergarage met drie niveaus, bestemd voor lang parkeren en huurauto's, bevindt zich tegenover het terminalgebouw.
Ook op het terrein van de luchthaven is een Fairfield Inn and Suites hotel.

## Topbestemmingen
| Plaats | Stad                     | Passagiers | Maatschappij     |
| ------ | ------------------------ | ---------- | ---------------- |
| 1      | Chicago, IL (O'Hare)     | 182.000    | American, United |
| 2      | Atlanta, GA              | 136.000    | Delta            |
| 3      | New York, NY (JFK)       | 133.000    | Delta, JetBlue   |
| 4      | Baltimore, MD            | 132.000    | Southwest        |
| 5      | Charlotte, NC            | 84.000     | American         |
| 6      | Philadelphia, PA         | 79.000     | American         |
| 7      | Detroit, MI              | 75.000     | Delta            |
| 8      | New York, NY (LaGuardia) | 70.000     | Delta            |
| 9      | Newark, NJ               | 65.000     | United           |
| 10     | Orlando, FL              | 51.000     | Southwest        |